# Ralfs Nemiro
Ralfs Nemiro (ur. 9 lutego 1981 w Rydze) – łotewski polityk, prawnik i samorządowiec, poseł na Sejm, od 2019 do 2020 minister gospodarki.

## Życiorys
Z wykształcenia prawnik, absolwent Uniwersytetu Łotwy, na którym w 2009 uzyskał magisterium. W latach 2001–2003 pracował w administracji państwowej, później w sektorze prywatnym. Został m.in. partnerem firmy prawniczej Rebenoks & Vilders, powoływany także w skład zarządów spółek prawa handlowego.
Dołączył do ugrupowania KPV LV, wchodząc w skład jego zarządu. W 2017 został wybrany do rady gminy Jełgawa, w wyborach w 2018 uzyskał natomiast mandat posła na Sejm XIII kadencji. W styczniu 2019 objął urząd ministra gospodarki, dołączając do rządu Artursa Krišjānisa Kariņša. Zakończył urzędowanie w marcu 2020 – podał się do dymisji na żądanie premiera, gdy cofnięto mu dostęp do informacji niejawnych. W 2022 wstąpił do partii LPV.